# Lista delle ecoregioni d'acqua dolce
Questa è una lista delle ecoregioni d'acqua dolce secondo la classificazione del World Wildlife Fund (WWF) e The Nature Conservancy, come appare sul sito specifico.
Tale classificazione suddivide le terre emerse in 8 ecozone, a loro volta suddivise 426 ecoregioni. Ogni ecoregione è attribuita a una delle 12 tipologie maggiori di habitat, o biomi d'acqua dolce. I codici numerici erano stati inizialmente attribuiti su base amministrativa utilizzando una divisione in 8 macrozone continentali (America settentrionale - America centrale - America meridionale - Europa - Africa - Asia - Indo-malesia - Oceania), più tardi la definizione di 8 ecozone si è dimostrata più utile dal punto di vista sistematico (vedi la prima colonna), ma la numerazione iniziale è rimasta in vigore. Questa schematizzazione è nota anche come FEOW (Freshwater Ecoregions of the World).
| Ecozona           | Bioma                                                           | Ecoregione                                                                                              | Codice FEOW | Continente (stati)                                      |
| ----------------- | --------------------------------------------------------------- | --- | ----------- | ------------------------------------------------------- |
| Neartica          | Fiumi artici                                                    | Bacini della costa dell'Alaska                                                                          | 101         | America (Stati Uniti d'America, Canada)                 |
| Neartica          | Fiumi artici                                                    | Bacino superiore del fiume Yukon                                                                        | 102         | America (Stati Uniti d'America, Canada)                 |
| Neartica          | Fiumi delle coste temperate                                     | Versante pacifico dell'Alaska e del Canada                                                              | 103         | America (Stati Uniti d'America, Canada)                 |
| Neartica          | Fiumi di aree alluvionali e zone umide temperate                | Mackenzie superiore                                                                                     | 104         | America (Canada)                                        |
| Neartica          | Fiumi artici                                                    | Bacino inferiore del fiume Mackenzie                                                                    | 105         | America (Canada)                                        |
| Neartica          | Fiumi artici                                                    | Bacini della costa artica canadese centrale                                                             | 106         | America (Canada)                                        |
| Neartica          | Alto corso dei fiumi tropicali e subtropicali                   | Saskatchewan superiore                                                                                  | 107         | ...                                                     |
| Neartica          | Alto corso dei fiumi tropicali e subtropicali                   | Saskatchewan medio                                                                                      | 108         | ...                                                     |
| Neartica          | Grandi laghi                                                    | Laghi del fiume Winnipeg e dell'English River                                                           | 109         | ...                                                     |
| Neartica          | Fiumi delle coste temperate                                     | Versante della baia di Hudson meridionale                                                               | 110         | ...                                                     |
| Neartica          | Fiumi artici                                                    | Versante della Baia di Hudson occidentale                                                               | 111         | America (Canada)                                        |
| Neartica          | Fiumi artici                                                    | Bacini dell'Arcipelago artico canadese                                                                  | 112         | America (Canada)                                        |
| Neartica          | Fiumi delle coste temperate                                     | Versante della baia di Hudson orientale e bacini della penisola di Ungava                               | 113         | ...                                                     |
| Neartica          | Fiumi delle coste temperate                                     | Versante del Golfo di San Lorenzo                                                                       | 114         | ...                                                     |
| Neartica          | Fiumi delle coste temperate                                     | Bacini delle isole atlantiche canadesi                                                                  | 115         | ...                                                     |
| Neartica          | Grandi laghi                                                    | Grandi Laghi (America)                                                                                  | 116         | ...                                                     |
| Neartica          | Fiumi delle coste temperate                                     | Fiume San Lorenzo                                                                                       | 117         | ...                                                     |
| Neartica          | Fiumi delle coste temperate                                     | Versante atlantico degli Stati Uniti nord-orientali e del Canada sud-orientale                          | 118         | ...                                                     |
| Neartica          | Fiumi delle coste temperate                                     | Bacini della Nuova Scozia                                                                               | 119         | ...                                                     |
| Neartica          | Alto corso dei fiumi tropicali e subtropicali                   | Columbia ghiacciato                                                                                     | 120         | ...                                                     |
| Neartica          | Fiumi di aree alluvionali e zone umide temperate                | Columbia non ghiacciato                                                                                 | 121         | ...                                                     |
| Neartica          | Alto corso dei fiumi tropicali e subtropicali                   | Snake superiore                                                                                         | 122         | ...                                                     |
| Neartica          | Fiumi delle coste temperate                                     | Bacini costieri dell'Oregon e della California settentrionale                                           | 123         | ...                                                     |
| Neartica          | Bacini xerici ed endoreici                                      | Laghi dell'Oregon                                                                                       | 124         | ...                                                     |
| Neartica          | Fiumi delle coste temperate                                     | Fiume Sacramento e fiume San Joaquin                                                                    | 125         | ...                                                     |
| Neartica          | Bacini xerici ed endoreici                                      | Bacino del Lago Lahontan                                                                                | 126         | ...                                                     |
| Neartica          | Bacini xerici ed endoreici                                      | Deserto salato di Bonneville                                                                            | 127         | ...                                                     |
| Neartica          | Bacini xerici ed endoreici                                      | Valle della Morte                                                                                       | 128         | ...                                                     |
| Neartica          | Bacini xerici ed endoreici                                      | Bacini dell'area di Las Vegas e fiume Virgin                                                            | 129         | ...                                                     |
| Neartica          | Bacini xerici ed endoreici                                      | Fiume Colorado                                                                                          | 130         | ...                                                     |
| Neartica          | Bacini xerici ed endoreici                                      | Fiume Gila                                                                                              | 131         | ...                                                     |
| Neartica          | Alto corso dei fiumi tropicali e subtropicali                   | Rio Grande - Bravo superiore                                                                            | 132         | ...                                                     |
| Neartica          | Bacini xerici ed endoreici                                      | Fiume Pecos                                                                                             | 133         | ...                                                     |
| Neartica          | Bacini xerici ed endoreici                                      | Rio Conchos                                                                                             | 134         | ...                                                     |
| Neartica          | Fiumi di aree alluvionali e zone umide temperate                | Rio Grande - Bravo inferiore                                                                            | 135         | ...                                                     |
| Neartica          | Bacini xerici ed endoreici                                      | Valle di Cuatro Ciénegas                                                                                | 136         | ...                                                     |
| Neartica          | Bacini xerici ed endoreici                                      | Rio Salado (Messico)                                                                                    | 137         | ...                                                     |
| Neartica          | Bacini xerici ed endoreici                                      | Fiume San Juan                                                                                          | 138         | ...                                                     |
| Neartica          | Fiumi delle coste tropicali e subtropicali                      | Costa occidentale del Texas                                                                             | 139         | ...                                                     |
| Neartica          | Fiumi delle coste temperate                                     | Bacini del golfo del Texas orientale                                                                    | 140         | ...                                                     |
| Neartica          | Fiumi delle coste temperate                                     | Fiume Sabine e baia di Galveston                                                                        | 141         | ...                                                     |
| Neartica          | Alto corso dei fiumi tropicali e subtropicali                   | Missouri superiore                                                                                      | 142         | ...                                                     |
| Neartica          | Fiumi di aree alluvionali e zone umide temperate                | Missouri medio                                                                                          | 143         | ...                                                     |
| Neartica          | Alto corso dei fiumi tropicali e subtropicali                   | Piani degli Stati uniti meridionali                                                                     | 144         | ...                                                     |
| Neartica          | Alto corso dei fiumi tropicali e subtropicali                   | Altopiano di Ouachita                                                                                   | 145         | ...                                                     |
| Neartica          | Alto corso dei fiumi tropicali e subtropicali                   | Praterie centrali                                                                                       | 146         | ...                                                     |
| Neartica          | Alto corso dei fiumi tropicali e subtropicali                   | Altopiano di Ozark                                                                                      | 147         | ...                                                     |
| Neartica          | Fiumi di aree alluvionali e zone umide temperate                | Mississippi superiore                                                                                   | 148         | ...                                                     |
| Neartica          | Fiumi di aree alluvionali e zone umide temperate                | Mississippi inferiore                                                                                   | 149         | ...                                                     |
| Neartica          | Alto corso dei fiumi tropicali e subtropicali                   | Teays - Old Ohio                                                                                        | 150         | ...                                                     |
| Neartica          | Alto corso dei fiumi tropicali e subtropicali                   | Fiume Cumberland                                                                                        | 151         | ...                                                     |
| Neartica          | Alto corso dei fiumi tropicali e subtropicali                   | Fiume Tennessee                                                                                         | 152         | ...                                                     |
| Neartica          | Fiumi di aree alluvionali e zone umide temperate                | Baia di Mobile                                                                                          | 153         | ...                                                     |
| Neartica          | Fiumi delle coste temperate                                     | Versante del golfo della Florida occidentale                                                            | 154         | ...                                                     |
| Neartica          | Fiumi di aree alluvionali e zone umide temperate                | Apalachicola                                                                                            | 155         | ...                                                     |
| Neartica          | Fiumi delle coste tropicali e subtropicali                      | Penisola della Florida                                                                                  | 156         | ...                                                     |
| Neartica          | Fiumi delle coste temperate                                     | Versante atlantico degli Appalachi                                                                      | 157         | ...                                                     |
| Neartica          | Fiumi delle coste temperate                                     | Versante della baia di Chesapeake                                                                       | 158         | ...                                                     |
| Neartica          | Bacini xerici ed endoreici                                      | Bacini della costa meridionale della California e della Bassa California                                | 159         | ...                                                     |
| Neartica          | Bacini xerici ed endoreici                                      | Bacino del Deserto di Sonora                                                                            | 160         | ...                                                     |
| Neartica          | Bacini xerici ed endoreici                                      | Bacino di Guzmán e del Deserto di Samalayuca                                                            | 161         | ...                                                     |
| Neartica          | Fiumi delle coste tropicali e subtropicali                      | Sinaloa                                                                                                 | 162         | ...                                                     |
| Neartica          | Bacini xerici ed endoreici                                      | Laguna di Mayrán e Laguna di Viesca                                                                     | 163         | ...                                                     |
| Neotropicale      | Fiumi delle coste tropicali e subtropicali                      | Rio Santiago                                                                                            | 164         | ...                                                     |
| Neartica          | Bacini xerici ed endoreici                                      | Fiume Lerma e Lago di Chapala                                                                           | 165         | ...                                                     |
| Neartica          | Bacini xerici ed endoreici                                      | Llanos El Salado                                                                                        | 166         | ...                                                     |
| Neotropicale      | Fiumi delle coste tropicali e subtropicali                      | Pánuco                                                                                                  | 167         | ...                                                     |
| Neotropicale      | Fiumi delle coste tropicali e subtropicali                      | Ameca - Manantlan                                                                                       | 168         | ...                                                     |
| Neotropicale      | Fiumi delle coste tropicali e subtropicali                      | Rio Balsas                                                                                              | 169         | ...                                                     |
| Neotropicale      | Fiumi delle coste tropicali e subtropicali                      | Sierra Madre del Sud                                                                                    | 170         | ...                                                     |
| Neotropicale      | Fiumi delle coste tropicali e subtropicali                      | Papaloapan                                                                                              | 171         | ...                                                     |
| Neotropicale      | Fiumi delle coste tropicali e subtropicali                      | Coatzacoalcos                                                                                           | 172         | ...                                                     |
| Neotropicale      | Fiumi delle coste tropicali e subtropicali                      | Grijalva - Usumacinta                                                                                   | 173         | ...                                                     |
| Neotropicale      | Alto corso dei fiumi tropicali e subtropicali                   | Usumacinta superiore                                                                                    | 174         | ...                                                     |
| Neotropicale      | Fiumi delle coste tropicali e subtropicali                      | Yucatán                                                                                                 | 175         | ...                                                     |
| Neartica          | Bacini di isole oceaniche                                       | Bermuda                                                                                                 | 176         | ...                                                     |
| Neotropicale      | Fiumi delle coste tropicali e subtropicali                      | Chiapas - Fonseca                                                                                       | 201         | ...                                                     |
| Neotropicale      | Fiumi delle coste tropicali e subtropicali                      | Quintana Roo - Motagua                                                                                  | 202         | ...                                                     |
| Neotropicale      | Fiumi delle coste tropicali e subtropicali                      | Mosquitia                                                                                               | 203         | ...                                                     |
| Neotropicale      | Fiumi delle coste tropicali e subtropicali                      | Estero Real - Tempisque                                                                                 | 204         | ...                                                     |
| Neotropicale      | Fiumi delle coste tropicali e subtropicali                      | San Juan (Nicaragua/Costa Rica)                                                                         | 205         | ...                                                     |
| Neotropicale      | Fiumi delle coste tropicali e subtropicali                      | Chiriqui                                                                                                | 206         | ...                                                     |
| Neotropicale      | Fiumi delle coste tropicali e subtropicali                      | Costa caraibica dell'istmo                                                                              | 207         | ...                                                     |
| Neotropicale      | Fiumi delle coste tropicali e subtropicali                      | Rio Santa Maria                                                                                         | 208         | ...                                                     |
| Neotropicale      | Fiumi delle coste tropicali e subtropicali                      | Chagres                                                                                                 | 209         | ...                                                     |
| Neotropicale      | Fiumi delle coste tropicali e subtropicali                      | Rio Tuira                                                                                               | 210         | ...                                                     |
| Neotropicale      | Fiumi delle coste tropicali e subtropicali                      | Cuba - Isole Cayman                                                                                     | 211         | ...                                                     |
| Neotropicale      | Fiumi delle coste tropicali e subtropicali                      | Arcipelago delle Bahamas                                                                                | 212         | ...                                                     |
| Neotropicale      | Fiumi delle coste tropicali e subtropicali                      | Giamaica                                                                                                | 213         | ...                                                     |
| Neotropicale      | Fiumi delle coste tropicali e subtropicali                      | Hispaniola                                                                                              | 214         | ...                                                     |
| Neotropicale      | Fiumi delle coste tropicali e subtropicali                      | Puerto Rico - Isole Vergini                                                                             | 215         | ...                                                     |
| Neotropicale      | Fiumi delle coste tropicali e subtropicali                      | Isole Sopravento Settentrionali, Isole Sopravento Meridionali                                           | 216         | ...                                                     |
| Neotropicale      | Bacini di isole oceaniche                                       | Isole Cocos (Costa Rica)                                                                                | 217         | ...                                                     |
| Neotropicale      | Fiumi delle coste tropicali e subtropicali                      | Versante pacifico delle Ande settentrionali - Rio Atrato                                                | 301         | ...                                                     |
| Neotropicale      | Alto corso dei fiumi tropicali e subtropicali                   | Magdalena - Sinu                                                                                        | 302         | ...                                                     |
| Neotropicale      | Grandi laghi                                                    | Maracaibo                                                                                               | 303         | ...                                                     |
| Neotropicale      | Fiumi delle coste tropicali e subtropicali                      | Fiumi minori caraibici sudamericani - Trinidad                                                          | 304         | ...                                                     |
| Neotropicale      | Bacini montani                                                  | Orinoco e Ande alte                                                                                     | 305         | ...                                                     |
| Neotropicale      | Bacini montani                                                  | Orinoco pedemontano                                                                                     | 306         | ...                                                     |
| Neotropicale      | Fiumi di aree alluvionali e zone umide tropicali e subtropicali | Orinoco di pianura                                                                                      | 307         | ...                                                     |
| Neotropicale      | Alto corso dei fiumi tropicali e subtropicali                   | Orinoco dello scudo della Guiana                                                                        | 308         | ...                                                     |
| Neotropicale      | Grandi delta fluviali                                           | Delta dell'Orinoco e fiumi minori costieri                                                              | 309         | ...                                                     |
| Neotropicale      | Alto corso dei fiumi tropicali e subtropicali                   | Essequibo                                                                                               | 310         | ...                                                     |
| Neotropicale      | Alto corso dei fiumi tropicali e subtropicali                   | Guiane                                                                                                  | 311         | ...                                                     |
| Neotropicale      | Bacini montani                                                  | Amazzonia e alte Ande                                                                                   | 312         | ...                                                     |
| Neotropicale      | Bacini montani                                                  | Amazzonia pedemontana occidentale                                                                       | 313         | ...                                                     |
| Neotropicale      | Fiumi di aree alluvionali e zone umide tropicali e subtropicali | Rio Negro                                                                                               | 314         | ...                                                     |
| Neotropicale      | Alto corso dei fiumi tropicali e subtropicali                   | Amazzonia dello scudo della Guiana                                                                      | 315         | ...                                                     |
| Neotropicale      | Fiumi di aree alluvionali e zone umide tropicali e subtropicali | Pianure alluvionali dell'Amazzonia                                                                      | 316         | ...                                                     |
| Neotropicale      | Bacini montani                                                  | Ucayali - Urubamba pedemontani                                                                          | 317         | ...                                                     |
| Neotropicale      | Alto corso dei fiumi tropicali e subtropicali                   | Mamore - Madre de Dios pedemontani                                                                      | 318         | ...                                                     |
| Neotropicale      | Alto corso dei fiumi tropicali e subtropicali                   | Guapore - Itenez                                                                                        | 319         | ...                                                     |
| Neotropicale      | Alto corso dei fiumi tropicali e subtropicali                   | Tapajos - Juruena                                                                                       | 320         | ...                                                     |
| Neotropicale      | Alto corso dei fiumi tropicali e subtropicali                   | Madeira dello scudo brasiliano                                                                          | 321         | ...                                                     |
| Neotropicale      | Alto corso dei fiumi tropicali e subtropicali                   | Xingu                                                                                                   | 322         | ...                                                     |
| Neotropicale      | Grandi delta fluviali                                           | Delta del Rio delle Amazzoni e fiumi minori costieri                                                    | 323         | ...                                                     |
| Neotropicale      | Alto corso dei fiumi tropicali e subtropicali                   | Tocantins - Araguaia                                                                                    | 324         | ...                                                     |
| Neotropicale      | Alto corso dei fiumi tropicali e subtropicali                   | Parnaíba                                                                                                | 325         | ...                                                     |
| Neotropicale      | Fiumi delle coste tropicali e subtropicali                      | Caatinga nord-orientale e fiumi minori costieri                                                         | 326         | ...                                                     |
| Neotropicale      | Alto corso dei fiumi tropicali e subtropicali                   | San Francisco                                                                                           | 327         | ...                                                     |
| Neotropicale      | Fiumi delle coste tropicali e subtropicali                      | Foresta atlantica nord-orientale                                                                        | 328         | ...                                                     |
| Neotropicale      | Fiumi delle coste tropicali e subtropicali                      | Paraíba do Sul                                                                                          | 329         | ...                                                     |
| Neotropicale      | Fiumi delle coste tropicali e subtropicali                      | Ribeira de Iguape                                                                                       | 330         | ...                                                     |
| Neotropicale      | Fiumi delle coste tropicali e subtropicali                      | Foresta atlantica sud-orientale                                                                         | 331         | ...                                                     |
| Neotropicale      | Alto corso dei fiumi tropicali e subtropicali                   | Uruguay inferiore                                                                                       | 332         | ...                                                     |
| Neotropicale      | Alto corso dei fiumi tropicali e subtropicali                   | Uruguay superiore                                                                                       | 333         | ...                                                     |
| Neotropicale      | Fiumi delle coste temperate                                     | Laguna dos Patos                                                                                        | 334         | ...                                                     |
| Neotropicale      | Fiumi delle coste tropicali e subtropicali                      | Tramandai - Mampituba                                                                                   | 335         | ...                                                     |
| Neotropicale      | Bacini xerici ed endoreici                                      | Versante pacifico delle Ande centrali                                                                   | 336         | ...                                                     |
| Neotropicale      | Bacini xerici ed endoreici                                      | Titicaca                                                                                                | 337         | ...                                                     |
| Neotropicale      | Bacini xerici ed endoreici                                      | Deserto di Atacama                                                                                      | 338         | ...                                                     |
| Neotropicale      | Bacini xerici ed endoreici                                      | Mar Chiquita - Salinas Grandes                                                                          | 339         | ...                                                     |
| Neotropicale      | Bacini montani                                                  | Cuyan - Desaguadero                                                                                     | 340         | ...                                                     |
| Neotropicale      | Fiumi delle coste temperate                                     | Versante pacifico delle Ande meridionali                                                                | 341         | ...                                                     |
| Neotropicale      | Fiumi di aree alluvionali e zone umide tropicali e subtropicali | Gran Chaco                                                                                              | 342         | ...                                                     |
| Neotropicale      | Fiumi di aree alluvionali e zone umide tropicali e subtropicali | Paraguay                                                                                                | 343         | ...                                                     |
| Neotropicale      | Alto corso dei fiumi tropicali e subtropicali                   | Parana superiore                                                                                        | 344         | ...                                                     |
| Neotropicale      | Fiumi di aree alluvionali e zone umide temperate                | Parana inferiore                                                                                        | 345         | ...                                                     |
| Neotropicale      | Alto corso dei fiumi tropicali e subtropicali                   | Iguazú                                                                                                  | 346         | ...                                                     |
| Neotropicale      | Fiumi delle coste temperate                                     | Bacini bonaerensi                                                                                       | 347         | ...                                                     |
| Neotropicale      | Fiumi delle coste temperate                                     | Bacini della Patagonia                                                                                  | 348         | ...                                                     |
| Neotropicale      | Fiumi delle coste temperate                                     | Bacini dei laghi della Valdivia                                                                         | 349         | ...                                                     |
| Neotropicale      | Bacini di isole oceaniche                                       | Isole Galápagos                                                                                         | 350         | ...                                                     |
| Neotropicale      | Bacini di isole oceaniche                                       | Isola Juan Fernandez                                                                                    | 351         | ...                                                     |
| Neotropicale      | Fiumi delle coste tropicali e subtropicali                      | Bacino Fluminense                                                                                       | 352         | ...                                                     |
| Paleartica        | Fiumi artici                                                    | Bacini d'Islanda e dell'isola di Jan Mayen                                                              | 401         | Europa (Islanda, Norvegia)                              |
| Paleartica        | Fiumi delle coste temperate                                     | Bacini di Irlanda, Scozia, Galles, Fær Øer                                                              | 402         | ...                                                     |
| Paleartica        | Fiumi delle coste temperate                                     | Bacini della Cordigliera Cantabrica e della Linguadoca                                                  | 403         | ...                                                     |
| Paleartica        | Fiumi di aree alluvionali e zone umide temperate                | Europa centrale e occidentale                                                                           | 404         | ...                                                     |
| Paleartica        | Fiumi artici                                                    | Versante del Mar di Norvegia                                                                            | 405         | Europa (Norvegia, Svezia)                               |
| Paleartica        | Fiumi artici                                                    | Versante del Mar Baltico settentrionale                                                                 | 406         | Europa (Danimarca, Finlandia, Norvegia, Russia, Svezia) |
| Paleartica        | Fiumi artici                                                    | Versante del Mare di Barents                                                                            | 407         | Europa (Finlandia, Norvegia, Russia)                    |
| Paleartica        | Fiumi delle coste temperate                                     | Versante baltico sud-orientale                                                                          | 408         | ...                                                     |
| Paleartica        | Grandi laghi                                                    | Lago Onega e Lago Ladoga                                                                                | 409         | ...                                                     |
| Paleartica        | Fiumi di aree alluvionali e zone umide temperate                | Volga - Ural                                                                                            | 410         | ...                                                     |
| Paleartica        | Bacini xerici ed endoreici                                      | Fiumi minori del Caspio occidentale                                                                     | 411         | ...                                                     |
| Paleartica        | Fiumi delle coste temperate                                     | Bacini della Penisola Iberica occidentale                                                               | 412         | ...                                                     |
| Paleartica        | Fiumi di aree alluvionali e zone umide temperate                | Bacini della Penisola iberica meridionale                                                               | 413         | ...                                                     |
| Paleartica        | Fiumi di aree alluvionali e zone umide temperate                | Bacini della Penisola iberica orientale                                                                 | 414         | ...                                                     |
| Paleartica        | Fiumi delle coste temperate                                     | Versante adriatico italiano centrale e settentrionale                                                   | 415         | ...                                                     |
| Paleartica        | Fiumi delle coste temperate                                     | Versanti ligure, tirrenico, ionico italiano, adriatico italiano meridionale, Sicilia, Sardegna, Corsica | 416         | ...                                                     |
| Paleartica        | Alto corso dei fiumi tropicali e subtropicali                   | Danubio superiore                                                                                       | 417         | ...                                                     |
| Paleartica        | Fiumi di aree alluvionali e zone umide temperate                | Dniester - Danubio inferiore                                                                            | 418         | ...                                                     |
| Paleartica        | Fiumi delle coste temperate                                     | Versante adriatico istriano e dalmata                                                                   | 419         | ...                                                     |
| Paleartica        | Fiumi delle coste temperate                                     | Versante adriatico sud-orientale                                                                        | 420         | ...                                                     |
| Paleartica        | Fiumi delle coste temperate                                     | Versante ionico orientale                                                                               | 421         | ...                                                     |
| Paleartica        | Fiumi delle coste temperate                                     | Fiume Vardar                                                                                            | 422         | ...                                                     |
| Paleartica        | Fiumi delle coste temperate                                     | Tracia                                                                                                  | 423         | ...                                                     |
| Paleartica        | Fiumi delle coste temperate                                     | Versante egeo centro-occidentale                                                                        | 424         | ...                                                     |
| Paleartica        | Fiumi di aree alluvionali e zone umide temperate                | Dnieper - Bug meridionale                                                                               | 425         | ...                                                     |
| Paleartica        | Fiumi delle coste temperate                                     | Bacini della Crimea                                                                                     | 426         | ...                                                     |
| Paleartica        | Fiumi di aree alluvionali e zone umide temperate                | Don | 427         | ...                                                     |
| Paleartica        | Fiumi delle coste temperate                                     | Fiume Kuban                                                                                             | 428         | ...                                                     |
| Paleartica        | Fiumi delle coste temperate                                     | Bacini dell'Anatolia occidentale                                                                        | 429         | ...                                                     |
| Paleartica        | Fiumi delle coste temperate                                     | Bacini dell'Anatolia settentrionale                                                                     | 430         | ...                                                     |
| Paleartica        | Bacini xerici ed endoreici                                      | Bacini dell'Anatolia centrale                                                                           | 431         | ...                                                     |
| Paleartica        | Fiumi delle coste temperate                                     | Bacini dell'Anatolia meridionale                                                                        | 432         | ...                                                     |
| Paleartica        | Fiumi delle coste temperate                                     | Bacini della Transcaucasia occidentale                                                                  | 433         | ...                                                     |
| Paleartica        | Fiumi di aree alluvionali e zone umide temperate                | Kura - fiumi minori del Caspio meridionale                                                              | 434         | ...                                                     |
| Paleartica        | Bacini xerici ed endoreici                                      | Sinai                                                                                                   | 435         | ...                                                     |
| Paleartica        | Bacini xerici ed endoreici                                      | Costa del Levante                                                                                       | 436         | ...                                                     |
| Paleartica        | Fiumi delle coste temperate                                     | Fiume Oronte                                                                                            | 437         | ...                                                     |
| Paleartica        | Bacini xerici ed endoreici                                      | Fiume Giordano                                                                                          | 438         | ...                                                     |
| Afrotropicale     | Bacini xerici ed endoreici                                      | Costa araba sud-occidentale                                                                             | 439         | ...                                                     |
| Paleartica        | Bacini xerici ed endoreici                                      | Interno arabico                                                                                         | 440         | ...                                                     |
| Paleartica        | Fiumi di aree alluvionali e zone umide temperate                | Tigri e Eufrate inferiori                                                                               | 441         | ...                                                     |
| Paleartica        | Fiumi di aree alluvionali e zone umide temperate                | Tigri e Eufrate superiori                                                                               | 442         | ...                                                     |
| Afrotropicale     | Bacini xerici ed endoreici                                      | Monti dell'Oman                                                                                         | 443         | ...                                                     |
| Paleartica        | Bacini xerici ed endoreici                                      | Lago di Van                                                                                             | 444         | ...                                                     |
| Paleartica        | Bacini xerici ed endoreici                                      | Orumiyeh                                                                                                | 445         | ...                                                     |
| Paleartica        | Bacini xerici ed endoreici                                      | Alture del Caspio                                                                                       | 446         | ...                                                     |
| Paleartica        | Bacini xerici ed endoreici                                      | Namak                                                                                                   | 447         | ...                                                     |
| Paleartica        | Bacini xerici ed endoreici                                      | Kavir e deserto di Lut                                                                                  | 448         | ...                                                     |
| Paleartica        | Bacini xerici ed endoreici                                      | Esfahan                                                                                                 | 449         | ...                                                     |
| Paleartica        | Bacini xerici ed endoreici                                      | Piano del Turan                                                                                         | 450         | ...                                                     |
| Paleartica        | Fiumi delle coste temperate                                     | Versante settentrionale dello stretto di Hormuz                                                         | 451         | ...                                                     |
| Paleartica        | Grandi laghi                                                    | Mar Caspio                                                                                              | 452         | ...                                                     |
| Paleartica        | Grandi laghi                                                    | Delta del Volga e fiumi minori del Caspio settentrionale                                                | 453         | ...                                                     |
| Paleartica        | Fiumi delle coste temperate                                     | Versante atlantico dell'Africa nord-occidentale                                                         | 501         | ...                                                     |
| Paleartica        | Fiumi delle coste temperate                                     | Bacini africani del Mediterraneo occidentale                                                            | 502         | ...                                                     |
| Paleartica        | Bacini xerici ed endoreici                                      | Deserto del Sahara                                                                                      | 503         | ...                                                     |
| Paleartica        | Bacini xerici ed endoreici                                      | Sahel arido                                                                                             | 504         | ...                                                     |
| Afrotropicale     | Fiumi di aree alluvionali e zone umide tropicali e subtropicali | Niger inferiore - Benue                                                                                 | 505         | ...                                                     |
| Afrotropicale     | Grandi delta fluviali                                           | Delta del Niger                                                                                         | 506         | ...                                                     |
| Afrotropicale     | Alto corso dei fiumi tropicali e subtropicali                   | Niger superiore                                                                                         | 507         | ...                                                     |
| Afrotropicale     | Fiumi di aree alluvionali e zone umide tropicali e subtropicali | Delta interno del Niger                                                                                 | 508         | ...                                                     |
| Afrotropicale     | Fiumi di aree alluvionali e zone umide tropicali e subtropicali | Senegal - Gambia                                                                                        | 509         | ...                                                     |
| Afrotropicale     | Bacini montani                                                  | Fouta - Djalon                                                                                          | 510         | ...                                                     |
| Afrotropicale     | Fiumi delle coste tropicali e subtropicali                      | Altopiano della Guinea settentrionale                                                                   | 511         | ...                                                     |
| Afrotropicale     | Fiumi delle coste tropicali e subtropicali                      | Altopiano della Guinea meridionale                                                                      | 512         | ...                                                     |
| Afrotropicale     | Bacini montani                                                  | Monte Nimba                                                                                             | 513         | ...                                                     |
| Afrotropicale     | Fiumi delle coste tropicali e subtropicali                      | Costa d'Avorio                                                                                          | 514         | ...                                                     |
| Afrotropicale     | Fiumi delle coste tropicali e subtropicali                      | Ashanti                                                                                                 | 515         | ...                                                     |
| Afrotropicale     | Fiumi di aree alluvionali e zone umide tropicali e subtropicali | Volta                                                                                                   | 516         | ...                                                     |
| Afrotropicale     | Fiumi delle coste tropicali e subtropicali                      | Fiumi minori della baia del Benin                                                                       | 517         | ...                                                     |
| Afrotropicale     | Fiumi delle coste tropicali e subtropicali                      | Fiumi minori del golfo di Guinea settentrionale - Bioko                                                 | 518         | ...                                                     |
| Afrotropicale     | Bacini montani                                                  | Laghi craterici equatoriali occidentali                                                                 | 519         | ...                                                     |
| Afrotropicale     | Bacini xerici ed endoreici                                      | Lago Ciad                                                                                               | 520         | ...                                                     |
| Afrotropicale     | Grandi laghi                                                    | Bacino del lago Vittoria                                                                                | 521         | ...                                                     |
| Afrotropicale     | Fiumi di aree alluvionali e zone umide tropicali e subtropicali | Nilo superiore                                                                                          | 522         | ...                                                     |
| Paleartica        | Bacini xerici ed endoreici                                      | Nilo inferiore                                                                                          | 523         | ...                                                     |
| Paleartica        | Grandi delta fluviali                                           | Delta del Nilo                                                                                          | 524         | ...                                                     |
| Afrotropicale     | Bacini montani                                                  | Acrocoro Etiopico                                                                                       | 525         | ...                                                     |
| Afrotropicale     | Bacini montani                                                  | Lago Tana                                                                                               | 526         | ...                                                     |
| Paleartica        | Bacini xerici ed endoreici                                      | Fiumi minori del mar Rosso occidentale                                                                  | 527         | ...                                                     |
| Afrotropicale     | Bacini xerici ed endoreici                                      | Grande fossa tettonica orientale settentrionale                                                         | 528         | ...                                                     |
| Afrotropicale     | Bacini xerici ed endoreici                                      | Bacini del Corno d'Africa                                                                               | 529         | ...                                                     |
| Afrotropicale     | Grandi laghi                                                    | Lago Turkana                                                                                            | 530         | ...                                                     |
| Afrotropicale     | Bacini xerici ed endoreici                                      | Shebelle - Juba                                                                                         | 531         | ...                                                     |
| Afrotropicale     | Fiumi delle coste tropicali e subtropicali                      | Ogooue - Nyanga - Kouilou - Niari                                                                       | 532         | ...                                                     |
| Afrotropicale     | Fiumi delle coste tropicali e subtropicali                      | Fiumi minori del golfo di Guinea meridionale                                                            | 533         | ...                                                     |
| Afrotropicale     | Fiumi di aree alluvionali e zone umide tropicali e subtropicali | Sangha                                                                                                  | 534         | ...                                                     |
| Afrotropicale     | Fiumi di aree alluvionali e zone umide tropicali e subtropicali | Sudanic Congo - Oubangi                                                                                 | 535         | ...                                                     |
| Afrotropicale     | Alto corso dei fiumi tropicali e subtropicali                   | Uele | 536         | ...                                                     |
| Afrotropicale     | Fiumi di aree alluvionali e zone umide tropicali e subtropicali | Bacino centrale del Congo                                                                               | 537         | ...                                                     |
| Afrotropicale     | Fiumi di aree alluvionali e zone umide tropicali e subtropicali | Lago Tumba                                                                                              | 538         | ...                                                     |
| Afrotropicale     | Fiumi di aree alluvionali e zone umide tropicali e subtropicali | Rapide superiori del Congo                                                                              | 539         | ...                                                     |
| Afrotropicale     | Alto corso dei fiumi tropicali e subtropicali                   | Congo superiore                                                                                         | 540         | ...                                                     |
| Afrotropicale     | Bacini montani                                                  | Altopiano Albertino                                                                                     | 541         | ...                                                     |
| Afrotropicale     | Grandi laghi                                                    | Lago Tanganica                                                                                          | 542         | ...                                                     |
| Afrotropicale     | Fiumi di aree alluvionali e zone umide tropicali e subtropicali | Malagarasi - Moyowosi                                                                                   | 543         | ...                                                     |
| Afrotropicale     | Fiumi di aree alluvionali e zone umide tropicali e subtropicali | Bangweulu - Mweru                                                                                       | 544         | ...                                                     |
| Afrotropicale     | Fiumi di aree alluvionali e zone umide tropicali e subtropicali | Lualaba superiore                                                                                       | 545         | ...                                                     |
| Afrotropicale     | Fiumi di aree alluvionali e zone umide tropicali e subtropicali | Kasai                                                                                                   | 546         | ...                                                     |
| Afrotropicale     | Fiumi di aree alluvionali e zone umide tropicali e subtropicali | Mai Ndombe                                                                                              | 547         | ...                                                     |
| Afrotropicale     | Fiumi di aree alluvionali e zone umide tropicali e subtropicali | Malebo Pool                                                                                             | 548         | ...                                                     |
| Afrotropicale     | Fiumi di aree alluvionali e zone umide tropicali e subtropicali | Rapide del Congo inferiore                                                                              | 549         | ...                                                     |
| Afrotropicale     | Fiumi di aree alluvionali e zone umide tropicali e subtropicali | Congo inferiore                                                                                         | 550         | ...                                                     |
| Afrotropicale     | Fiumi delle coste tropicali e subtropicali                      | Cuanza                                                                                                  | 551         | ...                                                     |
| Afrotropicale     | Bacini xerici ed endoreici                                      | Deserto del Namib                                                                                       | 552         | ...                                                     |
| Afrotropicale     | Bacini xerici ed endoreici                                      | Etosha pan                                                                                              | 553         | ...                                                     |
| Afrotropicale     | Bacini xerici ed endoreici                                      | Laghi sotterranei del Karstveld                                                                         | 554         | ...                                                     |
| Afrotropicale     | Alto corso dei fiumi tropicali e subtropicali                   | Fonti dello Zambezian                                                                                   | 555         | ...                                                     |
| Afrotropicale     | Fiumi di aree alluvionali e zone umide tropicali e subtropicali | Area umida dello Zambesi settentrionale                                                                 | 556         | ...                                                     |
| Afrotropicale     | Fiumi di aree alluvionali e zone umide tropicali e subtropicali | Kafue                                                                                                   | 557         | ...                                                     |
| Afrotropicale     | Fiumi di aree alluvionali e zone umide tropicali e subtropicali | Zambezi medio - Luangwa                                                                                 | 558         | ...                                                     |
| Afrotropicale     | Grandi laghi                                                    | Lago Malawi                                                                                             | 559         | ...                                                     |
| Afrotropicale     | Alto corso dei fiumi tropicali e subtropicali                   | Altopiano zambesiano                                                                                    | 560         | ...                                                     |
| Afrotropicale     | Fiumi di aree alluvionali e zone umide tropicali e subtropicali | Zambezi inferiore                                                                                       | 561         | ...                                                     |
| Afrotropicale     | Bacini montani                                                  | Mulanje                                                                                                 | 562         | ...                                                     |
| Afrotropicale     | Bacini montani                                                  | Altopiano dello Zimbabwe orientale                                                                      | 563         | ...                                                     |
| Afrotropicale     | Fiumi delle coste tropicali e subtropicali                      | Costa dell'Africa orientale                                                                             | 564         | ...                                                     |
| Afrotropicale     | Grandi laghi                                                    | Lago Rukwa                                                                                              | 565         | ...                                                     |
| Afrotropicale     | Bacini xerici ed endoreici                                      | Rift orientale meridionale                                                                              | 566         | ...                                                     |
| Afrotropicale     | Fiumi delle coste tropicali e subtropicali                      | Tana, Athi e fiumi minori costieri                                                                      | 567         | ...                                                     |
| Afrotropicale     | Fiumi delle coste tropicali e subtropicali                      | Pangani                                                                                                 | 568         | ...                                                     |
| Afrotropicale     | Fiumi di aree alluvionali e zone umide tropicali e subtropicali | Okavango                                                                                                | 569         | ...                                                     |
| Afrotropicale     | Bacini xerici ed endoreici                                      | Kalahari                                                                                                | 570         | ...                                                     |
| Afrotropicale     | Bacini xerici ed endoreici                                      | Kalahari meridionale                                                                                    | 571         | ...                                                     |
| Afrotropicale     | Bacini xerici ed endoreici                                      | Orange occidentale                                                                                      | 572         | ...                                                     |
| Afrotropicale     | Bacini xerici ed endoreici                                      | Karoo                                                                                                   | 573         | ...                                                     |
| Afrotropicale     | Bacini montani                                                  | Drakensberg - Colline Maloti                                                                            | 574         | ...                                                     |
| Afrotropicale     | Alto corso dei fiumi tropicali e subtropicali                   | Highveld meridionale temperato                                                                          | 575         | ...                                                     |
| Afrotropicale     | Fiumi delle coste tropicali e subtropicali                      | Lowveld zambesiano                                                                                      | 576         | ...                                                     |
| Afrotropicale     | Bacini montani                                                  | Amatolo - Colline Winterberg                                                                            | 577         | ...                                                     |
| Afrotropicale     | Fiumi delle coste temperate                                     | Bacini della Provincia del Capo Occidentale                                                             | 578         | ...                                                     |
| Afrotropicale     | Bacini xerici ed endoreici                                      | Madagascar occidentale                                                                                  | 579         | ...                                                     |
| Afrotropicale     | Fiumi di aree alluvionali e zone umide tropicali e subtropicali | Madagascar nord-occidentale                                                                             | 580         | ...                                                     |
| Afrotropicale     | Bacini montani                                                  | Altopiano del Madagascar orientale                                                                      | 581         | ...                                                     |
| Afrotropicale     | Bacini xerici ed endoreici                                      | Madagascar meridionale                                                                                  | 582         | ...                                                     |
| Afrotropicale     | Fiumi delle coste tropicali e subtropicali                      | Bassopiano del Madagascar orientale                                                                     | 583         | ...                                                     |
| Afrotropicale     | Bacini di isole oceaniche                                       | Comore - Mayotte                                                                                        | 584         | ...                                                     |
| Afrotropicale     | Bacini di isole oceaniche                                       | Seychelles                                                                                              | 585         | ...                                                     |
| Afrotropicale     | Bacini di isole oceaniche                                       | Isole Mascarene                                                                                         | 586         | ...                                                     |
| Afrotropicale     | Fiumi delle coste tropicali e subtropicali                      | S. Tomé e Principe - Annobon                                                                            | 587         | ...                                                     |
| Paleartica        | Bacini xerici ed endoreici                                      | Irgiz -Turgai                                                                                           | 601         | ...                                                     |
| Paleartica        | Fiumi artici                                                    | Bacino del fiume fiume Ob'                                                                              | 602         | Asia (Kazakistan, Russia)                               |
| Paleartica        | Alto corso dei fiumi tropicali e subtropicali                   | Irtyš superiore                                                                                         | 603         | ...                                                     |
| Paleartica        | Bacini montani                                                  | Čuja | 604         | ...                                                     |
| Paleartica        | Fiumi artici                                                    | Bacino del fiume Enisej                                                                                 | 605         | Asia (Mongolia, Russia)                                 |
| Paleartica        | Grandi laghi                                                    | Lago Bajkal                                                                                             | 606         | ...                                                     |
| Paleartica        | Fiumi artici                                                    | Bacino del fiume Tajmyra                                                                                | 607         | Asia (Russia)                                           |
| Paleartica        | Fiumi artici                                                    | Bacino del fiume Lena                                                                                   | 608         | Asia (Russia)                                           |
| Paleartica        | Fiumi artici                                                    | Bacino del fiume Kolyma                                                                                 | 609         | Asia (Russia)                                           |
| Paleartica        | Fiumi artici                                                    | Bacino del fiume Anadyr'                                                                                | 610         | Asia (Russia)                                           |
| Paleartica        | Fiumi artici                                                    | Bacini della Čukotka orientale                                                                          | 611         | Asia (Russia)                                           |
| Paleartica        | Fiumi delle coste temperate                                     | Bacini dell'altopiano della Coriachia e della Kamčatka settentrionale"                                  | 612         | ...                                                     |
| Paleartica        | Fiumi delle coste temperate                                     | Bacini della Kamčatka e delle isole Curili settentrionali                                               | 613         | ...                                                     |
| Paleartica        | Fiumi delle coste temperate                                     | Versante settentrionale del mare di Okhotsk                                                             | 614         | ...                                                     |
| Paleartica        | Fiumi delle coste temperate                                     | Tratto costiero del fiume Amur                                                                          | 615         | ...                                                     |
| Paleartica        | Fiumi di aree alluvionali e zone umide temperate                | Tratto inferiore del fiume Amur                                                                         | 616         | ...                                                     |
| Paleartica        | Alto corso dei fiumi tropicali e subtropicali                   | Amur medio                                                                                              | 617         | ...                                                     |
| Paleartica        | Alto corso dei fiumi tropicali e subtropicali                   | Argun                                                                                                   | 618         | ...                                                     |
| Paleartica        | Alto corso dei fiumi tropicali e subtropicali                   | Šilka (Amur)                                                                                            | 619         | ...                                                     |
| Paleartica        | Fiumi di aree alluvionali e zone umide temperate                | Songhua                                                                                                 | 620         | ...                                                     |
| Paleartica        | Bacini xerici ed endoreici                                      | Bacino endoreico della Mongolia interna                                                                 | 621         | ...                                                     |
| Paleartica        | Bacini xerici ed endoreici                                      | Mongolia occidentale                                                                                    | 622         | ...                                                     |
| Paleartica        | Bacini xerici ed endoreici                                      | Dzungaria                                                                                               | 623         | ...                                                     |
| Paleartica        | Bacini xerici ed endoreici                                      | Lago Balqaš - Alakul                                                                                    | 624         | ...                                                     |
| Paleartica        | Bacini xerici ed endoreici                                      | Bacino del Tarim                                                                                        | 625         | ...                                                     |
| Paleartica        | Alto corso dei fiumi tropicali e subtropicali                   | Syr Darya medio e inferiore                                                                             | 626         | ...                                                     |
| Paleartica        | Grandi laghi                                                    | Lago Issyk Kul - Chu superiore                                                                          | 627         | ...                                                     |
| Paleartica        | Alto corso dei fiumi tropicali e subtropicali                   | Altopiani della Asia centrale settentrionale                                                            | 628         | ...                                                     |
| Paleartica        | Grandi laghi                                                    | Fiumi minori del lago d'Aral                                                                            | 629         | ...                                                     |
| Paleartica        | Alto corso dei fiumi tropicali e subtropicali                   | Amu Darya medio                                                                                         | 630         | ...                                                     |
| Paleartica        | Bacini xerici ed endoreici                                      | Amu Darya superiore                                                                                     | 631         | ...                                                     |
| Paleartica        | Alto corso dei fiumi tropicali e subtropicali                   | Qaidan                                                                                                  | 632         | ...                                                     |
| Paleartica        | Bacini montani                                                  | Huang He superiore                                                                                      | 633         | ...                                                     |
| Paleartica        | Bacini montani                                                  | Corridoio di Huang He superiore                                                                         | 634         | ...                                                     |
| Paleartica        | Fiumi di aree alluvionali e zone umide temperate                | Grande ansa dello Huang He                                                                              | 635         | ...                                                     |
| Paleartica        | Fiumi di aree alluvionali e zone umide temperate                | Huang He inferiore                                                                                      | 636         | ...                                                     |
| Paleartica        | Fiumi di aree alluvionali e zone umide temperate                | Liao He                                                                                                 | 637         | ...                                                     |
| Paleartica        | Fiumi delle coste temperate                                     | Versante del mar Giallo orientale                                                                       | 638         | ...                                                     |
| Paleartica        | Fiumi delle coste temperate                                     | Bacini della penisola coreana sud-orientale                                                             | 639         | ...                                                     |
| Paleartica        | Fiumi delle coste temperate                                     | Bacini dell'Hamgyŏng Meridionale, dell'Hamgyŏng Settentrionale e dei Monti Taebaek                      | 640         | ...                                                     |
| Paleartica        | Fiumi delle coste temperate                                     | Bacini dell'isola di Sachalin, dei monti Sichotė-Alin' e dell'isola di Hokkaidō                         | 641         | ...                                                     |
| Paleartica        | Fiumi delle coste temperate                                     | Bacini delle isole di Honshū, Shikoku e Kyūshū                                                          | 642         | ...                                                     |
| Paleartica        | Grandi laghi                                                    | Lago Biwa                                                                                               | 643         | ...                                                     |
| Paleartica        | Bacini xerici ed endoreici                                      | Bacini del Belucistan                                                                                   | 701         | ...                                                     |
| Paleartica        | Bacini xerici ed endoreici                                      | Helmand - Sistan                                                                                        | 702         | ...                                                     |
| Ecozona orientale | Fiumi di aree alluvionali e zone umide tropicali e subtropicali | Indo medio e inferiore                                                                                  | 703         | ...                                                     |
| Paleartica        | Bacini montani                                                  | Yaghistan                                                                                               | 704         | ...                                                     |
| Paleartica        | Bacini montani                                                  | Pedemonte himalayano dell'Indo                                                                          | 705         | ...                                                     |
| Paleartica        | Bacini montani                                                  | Indo superiore                                                                                          | 706         | ...                                                     |
| Paleartica        | Bacini xerici ed endoreici                                      | Fiumi minori dell'altopiano endoreico tibetano                                                          | 707         | ...                                                     |
| Ecozona orientale | Fiumi di aree alluvionali e zone umide tropicali e subtropicali | Narmada-Tapti                                                                                           | 708         | ...                                                     |
| Ecozona orientale | Fiumi di aree alluvionali e zone umide tropicali e subtropicali | Pianura del delta del Gange                                                                             | 709         | ...                                                     |
| Ecozona orientale | Bacini montani                                                  | Gange del pedemonte himalayano                                                                          | 710         | ...                                                     |
| Paleartica        | Alto corso dei fiumi tropicali e subtropicali                   | Brahmaputra superiore                                                                                   | 711         | ...                                                     |
| Ecozona orientale | Alto corso dei fiumi tropicali e subtropicali                   | Brahmaputra medio                                                                                       | 712         | ...                                                     |
| Ecozona orientale | Fiumi di aree alluvionali e zone umide tropicali e subtropicali | Altopiano del Deccan settentrionale                                                                     | 713         | ...                                                     |
| Ecozona orientale | Fiumi di aree alluvionali e zone umide tropicali e subtropicali | Altopiano del Deccan meridionale                                                                        | 714         | ...                                                     |
| Ecozona orientale | Fiumi delle coste tropicali e subtropicali                      | Ghati occidentale                                                                                       | 715         | ...                                                     |
| Ecozona orientale | Fiumi delle coste tropicali e subtropicali                      | Ghati sud-orientali                                                                                     | 716         | ...                                                     |
| Ecozona orientale | Fiumi delle coste tropicali e subtropicali                      | Zona arida dello Sri Lanka                                                                              | 717         | ...                                                     |
| Ecozona orientale | Fiumi delle coste tropicali e subtropicali                      | Zona umida dello Sri Lanka                                                                              | 718         | ...                                                     |
| Ecozona orientale | Fiumi delle coste tropicali e subtropicali                      | Monti Chin - costa dell'Arakan                                                                          | 719         | ...                                                     |
| Ecozona orientale | Fiumi di aree alluvionali e zone umide tropicali e subtropicali | Sitang - Irawaddy                                                                                       | 720         | ...                                                     |
| Paleartica        | Alto corso dei fiumi tropicali e subtropicali                   | Saluen superiore                                                                                        | 721         | ...                                                     |
| Ecozona orientale | Fiumi di aree alluvionali e zone umide tropicali e subtropicali | Saluen medio e inferiore                                                                                | 722         | ...                                                     |
| Ecozona orientale | Bacini montani                                                  | Lago Inle                                                                                               | 723         | ...                                                     |
| Paleartica        | Alto corso dei fiumi tropicali e subtropicali                   | Lancang (Mekong) superiore                                                                              | 724         | ...                                                     |
| Paleartica        | Bacini montani                                                  | Er Hai                                                                                                  | 725         | ...                                                     |
| Ecozona orientale | Fiumi di aree alluvionali e zone umide tropicali e subtropicali | Lancang (Mekong) inferiore                                                                              | 726         | ...                                                     |
| Ecozona orientale | Alto corso dei fiumi tropicali e subtropicali                   | Altopiano di Khorat (Mekong)                                                                            | 727         | ...                                                     |
| Ecozona orientale | Fiumi di aree alluvionali e zone umide tropicali e subtropicali | Kratie - Stung Treng (Mekong)                                                                           | 728         | ...                                                     |
| Ecozona orientale | Grandi delta fluviali                                           | Delta del Mekong                                                                                        | 729         | ...                                                     |
| Ecozona orientale | Fiumi delle coste tropicali e subtropicali                      | Annam meridionale                                                                                       | 730         | ...                                                     |
| Ecozona orientale | Fiumi delle coste tropicali e subtropicali                      | Fiumi minori del golfo della Tailandia orientale                                                        | 731         | ...                                                     |
| Ecozona orientale | Fiumi di aree alluvionali e zone umide tropicali e subtropicali | Chao Phraya                                                                                             | 732         | ...                                                     |
| Ecozona orientale | Fiumi di aree alluvionali e zone umide tropicali e subtropicali | Mae Khlong                                                                                              | 733         | ...                                                     |
| Ecozona orientale | Fiumi delle coste tropicali e subtropicali                      | Versante orientale della penisola malese                                                                | 734         | ...                                                     |
| Ecozona orientale | Fiumi delle coste tropicali e subtropicali                      | Sumatra settentrionale centrale e Malesia occidentale                                                   | 735         | ...                                                     |
| Ecozona orientale | Fiumi delle coste tropicali e subtropicali                      | Aceh | 736         | ...                                                     |
| Ecozona orientale | Fiumi delle coste tropicali e subtropicali                      | Versante indiano di Sumatra e Giava                                                                     | 737         | ...                                                     |
| Ecozona orientale | Fiumi delle coste tropicali e subtropicali                      | Sumatra meridionale centrale                                                                            | 738         | ...                                                     |
| Ecozona orientale | Fiumi delle coste tropicali e subtropicali                      | Sumatra meridionale - Giava occidentale                                                                 | 739         | ...                                                     |
| Ecozona orientale | Fiumi delle coste tropicali e subtropicali                      | Giava centrale e orientale                                                                              | 740         | ...                                                     |
| Ecozona orientale | Fiumi delle coste tropicali e subtropicali                      | Kapuas                                                                                                  | 741         | ...                                                     |
| Ecozona orientale | Fiumi delle coste tropicali e subtropicali                      | Borneo nord-occidentale                                                                                 | 742         | ...                                                     |
| Ecozona orientale | Bacini montani                                                  | Altopiano del Borneo                                                                                    | 743         | ...                                                     |
| Ecozona orientale | Fiumi delle coste tropicali e subtropicali                      | Borneo nord-orientale                                                                                   | 744         | ...                                                     |
| Ecozona orientale | Fiumi delle coste tropicali e subtropicali                      | Borneo orientale                                                                                        | 745         | ...                                                     |
| Ecozona orientale | Fiumi delle coste tropicali e subtropicali                      | Borneo sud-orientale                                                                                    | 746         | ...                                                     |
| Australasiana     | Fiumi delle coste tropicali e subtropicali                      | Molucche                                                                                                | 747         | ...                                                     |
| Australasiana     | Fiumi delle coste tropicali e subtropicali                      | Piccole isole della Sonda                                                                               | 748         | ...                                                     |
| Australasiana     | Fiumi delle coste tropicali e subtropicali                      | Sulawesi                                                                                                | 749         | ...                                                     |
| Australasiana     | Bacini montani                                                  | Lagi Malili                                                                                             | 750         | ...                                                     |
| Australasiana     | Bacini montani                                                  | Lago Poso                                                                                               | 751         | ...                                                     |
| Ecozona orientale | Fiumi delle coste tropicali e subtropicali                      | Mindanao                                                                                                | 752         | ...                                                     |
| Ecozona orientale | Bacini montani                                                  | Lago Lanao                                                                                              | 753         | ...                                                     |
| Ecozona orientale | Fiumi delle coste tropicali e subtropicali                      | Isole Filippine settentrionali                                                                          | 755         | ...                                                     |
| Ecozona orientale | Fiumi delle coste tropicali e subtropicali                      | Palawan - Busuanga - Mindoro                                                                            | 756         | ...                                                     |
| Ecozona orientale | Fiumi delle coste tropicali e subtropicali                      | Taiwan occidentale                                                                                      | 757         | ...                                                     |
| Ecozona orientale | Fiumi delle coste tropicali e subtropicali                      | Taiwan orientale                                                                                        | 758         | ...                                                     |
| Ecozona orientale | Fiumi delle coste tropicali e subtropicali                      | Hainan                                                                                                  | 759         | ...                                                     |
| Ecozona orientale | Fiumi delle coste tropicali e subtropicali                      | Annam settentrionale                                                                                    | 760         | ...                                                     |
| Ecozona orientale | Fiumi di aree alluvionali e zone umide tropicali e subtropicali | Song Hong                                                                                               | 761         | ...                                                     |
| Paleartica        | Bacini montani                                                  | Laghi dello Yunnan                                                                                      | 762         | ...                                                     |
| Ecozona orientale | Fiumi di aree alluvionali e zone umide tropicali e subtropicali | Xi Yiang                                                                                                | 763         | ...                                                     |
| Paleartica        | Alto corso dei fiumi tropicali e subtropicali                   | Yangtze superiore                                                                                       | 764         | ...                                                     |
| Paleartica        | Alto corso dei fiumi tropicali e subtropicali                   | Yangtze medio                                                                                           | 765         | ...                                                     |
| Paleartica        | Fiumi di aree alluvionali e zone umide temperate                | Yangtze inferiore                                                                                       | 766         | ...                                                     |
| Ecozona orientale | Fiumi delle coste tropicali e subtropicali                      | Costa del Fujian - Zeijang                                                                              | 767         | ...                                                     |
| Ecozona orientale | Bacini di isole oceaniche                                       | Isole Andamane                                                                                          | 768         | ...                                                     |
| Ecozona orientale | Bacini di isole oceaniche                                       | Isole Nicobare                                                                                          | 769         | ...                                                     |
| Australasiana     | Fiumi delle coste temperate                                     | Bacini dell'Australia sud-occidentale                                                                   | 801         | ...                                                     |
| Australasiana     | Bacini xerici ed endoreici                                      | Pilbara                                                                                                 | 802         | ...                                                     |
| Australasiana     | Fiumi delle coste tropicali e subtropicali                      | Kimberley                                                                                               | 803         | ...                                                     |
| Australasiana     | Bacini xerici ed endoreici                                      | Paleo                                                                                                   | 804         | ...                                                     |
| Australasiana     | Fiumi delle coste tropicali e subtropicali                      | Arafura - Carpentaria                                                                                   | 805         | ...                                                     |
| Australasiana     | Bacini xerici ed endoreici                                      | Bacino del lago Eyre                                                                                    | 806         | ...                                                     |
| Australasiana     | Fiumi delle coste temperate                                     | Bacini dell'Australia costiera orientale                                                                | 807         | ...                                                     |
| Australasiana     | Fiumi di aree alluvionali e zone umide temperate                | Murray - Darling                                                                                        | 808         | ...                                                     |
| Australasiana     | Fiumi delle coste temperate                                     | Versanti dello stretto di Bass                                                                          | 809         | ...                                                     |
| Australasiana     | Fiumi delle coste temperate                                     | Bacini della Tasmania meridionale                                                                       | 810         | ...                                                     |
| Australasiana     | Fiumi delle coste temperate                                     | Bacini della Nuova Zelanda                                                                              | 811         | ...                                                     |
| Australasiana     | Fiumi delle coste tropicali e subtropicali                      | Vogelkop - Bomberai                                                                                     | 812         | ...                                                     |
| Australasiana     | Bacini montani                                                  | Costa settentrionale della Nuova Guinea                                                                 | 813         | ...                                                     |
| Australasiana     | Bacini montani                                                  | Monti centrali della Nuova Guinea                                                                       | 814         | ...                                                     |
| Australasiana     | Fiumi delle coste tropicali e subtropicali                      | Nuova Guinea meridionale e bassopiano Trans-Fly                                                         | 815         | ...                                                     |
| Australasiana     | Fiumi delle coste tropicali e subtropicali                      | Penisola di Papua                                                                                       | 816         | ...                                                     |
| Australasiana     | Fiumi delle coste tropicali e subtropicali                      | Arcipelago Bismarck                                                                                     | 817         | ...                                                     |
| Australasiana     | Fiumi delle coste tropicali e subtropicali                      | Isole Salomone                                                                                          | 818         | ...                                                     |
| Oceanica          | Bacini di isole oceaniche                                       | Vanuatu                                                                                                 | 819         | ...                                                     |
| Australasiana     | Fiumi delle coste tropicali e subtropicali                      | Nuova Caledonia                                                                                         | 820         | ...                                                     |
| Oceanica          | Bacini di isole oceaniche                                       | Figi | 821         | ...                                                     |
| Oceanica          | Bacini di isole oceaniche                                       | Wallis - Futuna                                                                                         | 822         | ...                                                     |
| Oceanica          | Bacini di isole oceaniche                                       | Samoa                                                                                                   | 823         | ...                                                     |
| Oceanica          | Bacini di isole oceaniche                                       | Isole della Società                                                                                     | 824         | ...                                                     |
| Oceanica          | Bacini di isole oceaniche                                       | Tubuai Islands                                                                                          | 825         | ...                                                     |
| Oceanica          | Bacini di isole oceaniche                                       | Isole Marchesi                                                                                          | 826         | ...                                                     |
| Oceanica          | Bacini di isole oceaniche                                       | Isola di Pasqua                                                                                         | 827         | ...                                                     |
| Oceanica          | Bacini di isole oceaniche                                       | Isole Hawaii                                                                                            | 828         | ...                                                     |
| Oceanica          | Bacini di isole oceaniche                                       | Isole Caroline orientali                                                                                | 829         | ...                                                     |
| Oceanica          | Bacini di isole oceaniche                                       | Isole Caroline occidentali                                                                              | 830         | ...                                                     |